# Биљиоло (Маса-Карара)
Биљиоло је насеље у Италији у округу Маса-Карара, региону Тоскана.
Према процени из 2011. у насељу је живело 104 становника. Насеље се налази на надморској висини од 140 м.